# Provinz Contumazá
Die Provinz Contumazá liegt in der Region Cajamarca im Nordwesten von Peru. Die Provinz hat eine Fläche von 2070 km². Beim Zensus 2017 lebten 29.532 Menschen in der Provinz. Im Jahr 1993 lag die Einwohnerzahl bei 32.698, im Jahr 2007 bei 31.369. Verwaltungssitz ist die Kleinstadt Contumazá.

## Geographische Lage
Die Provinz Contumazá liegt im äußersten Südwesten der Region Cajamarca, etwa 35 km südwestlich der Regionshauptstadt Cajamarca. Die Provinz liegt in der peruanischen Westkordillere. Sie besitzt eine Längsausdehnung in West-Ost-Richtung von 80 km. Der Fluss Río Chicama verläuft ein kurzes Stück entlang der südlichen Provinzgrenze. Der Fluss Río Jequetepeque verläuft entlang der nördlichen Provinzgrenze. Im Westen der Provinz liegt die Talsperre Gallito Ciego.
Die Provinz Contumazá grenzt im Norden an die Provinzen San Miguel und San Pablo, im Osten an die Provinz Cajamarca, im Süden an die Provinzen Gran Chimú und Ascope (beide in der Region La Libertad) sowie im Westen an die Provinzen Pacasmayo und Chepén (ebenfalls beide in der Region La Libertad).

## Verwaltungsgliederung
Die Provinz Contumazá gliedert sich in folgende Distrikte. Der Distrikt Contumazá ist Sitz der Provinzverwaltung.
| Distrikt             | Verwaltungssitz      |
| -------------------- | -------------------- |
| Chilete              | Chilete              |
| Contumazá            | Contumazá            |
| Cupisnique           | Trinidad             |
| Guzmango             | Guzmango             |
| San Benito           | San Benito           |
| Santa Cruz de Toledo | Santa Cruz de Toledo |
| Tantarica            | Catán                |
| Yonán                | Tembladera           |